# Operação Outward
Operação Outward foi o programa Britânico na Segunda Guerra Mundial para atacar a Alemanha através da utilização de balões.
A operação fez uso de balões baratos e simples de gás. Estes carregavam dois tipos de cargas.
- Um cabo de aço curto, com a intenção de danificar linhas de alta voltagem ao produzir um curto-circuito.
- Aparelhos incendiários - meias flexíveis de seis quilogramas enchidas com material inflamável, que tinha por intenção danificar florestas e campos agrícolas.

Um total de 99142 balões foram lançados: 53343 carregavam bombas incendiárias e 45599 carregavam cabos de aço.

## História
Na noite de 17 de Setembro de 1940, um cabo partiu-se e libertou um  número de balões barragem que voaram até ao Mar do Norte. Danificando linhas de alta voltagem e carris na Suécia e Dinamarca, tal como deitando a baixo a antena da estação de rádio Suécia Internacional. Foi relatado que cinco balões chegaram à Finlândia.
Um relatório dos danos e da confusão causada foi entregue ao Gabinete de Guerra Britânico. Winston Churchill impressionado pelo relatório deu indicações a 23 de Setembro de 1940, que a utilização de balões como armas contra a Alemanha tinha de ser investigada.
O Ministério do ar produziu inicialmente um relatório negativo, possivelmente por achar que os balões seriam armas ineficazes e gastariam demasiados recursos. Contudo, a Marinha (Admiralty) levou a ideia com mais entusiasmo. Concluindo que os balões tinham a vantagem de serem baratos e que não colocavam a vida de pessoal britânico em risco. A estrutura da energia alemã fazia-a vulnerável a danos por curto-circuito e várias áreas de floresta de pinheiros na Alemanha faziam os campos e aldeias vulneráveis a ataques incendiários aleatórios. E em adição, os ventos acima dos 16 mil pés de Oeste para Este, faziam com que fosse praticamente impossível uma retaliação por parte da Alemanha com balões semelhantes.
Após uma luta burocrática lenta entre o Ministério do Ar e a Marinha, o Chefe do Pessoal Britânico deu a autorização para a operação entrar em curso em Setembro de 1941, e foi montado um local de lançamento no Forte Landguard perto de Felixstowe em Suffolk.
Os primeiros lançamentos tiveram lugar a 20 de Março de 1942. Dentro de dias, foram recebidos relatórios de fogos florestais perto de Berlim e Tilsit.
Intercepções das comunicações da Luftwaffe mostraram cedo que os caças alemães estavam a tentar abater os balões. Tal encorajou os britânicos pois sentiu-se que o valor do tormento feito nas defesas aéreas alemãs justificava simplesmente a operação. Custando até mais aos alemães, em termos de combustível nos aviões, para destruir cada balão do que estes custavam aos britânicos para os fabricar.
Em Julho, um segundo local de lançamento foi montado em Oldstairs, perto de Dover. A 12 de Julho de 1942, um balão a carregar um cabo embateu numa linha de 110 mil volts perto de Leipzig. Uma falha no interruptor de sobrecarga numa estação de energia em Bohlen causou um incêndio que destruiu a estação; este foi o maior sucesso da operação.
O lançamento de balões continuou, embora frequentemente suspendido durante ataques aéreos à Alemanha, devido ao medo que os balões poderiam danificar bombardeiros aliados. Durante a preparação da invasão do dia D, o lançamento de balões tornou-se menos frequente. Os últimos balões foram lançados a 4 de Setembro de 1944.